# Horní Cerekev
Horní Cerekev é uma cidade checa localizada na região de Vysočina, distrito de Pelhřimov.